# ایبوکه ارسلان
ایبوکه ارسلان (انگلیسی: Aybüke Arslan؛ زادهٔ ۱ ژانویهٔ ۱۹۹۴) بازیکن فوتبال اهل ترکیه است.
وی همچنین در تیم‌های ملی فوتبال Turkey women's national under-17 football team و Turkey women's national under-19 football team بازی کرده‌است.